# ترموول
ترمووِل یا چاه حرارتی (به انگلیسی: Thermowell) فیتینگ‌های استوانه ای هستند که برای محافظت از سنسورهای دما در کاربردهای صنعتی استفاده می‌شوند. سنسورهای دما به ندرت مستقیماً وارد فرایند می‌شوند. معمولاً این سنسورها را داخل ترموول قرار می‌دهند تا سنسور در مقابل شرایط مخرب داخل فرایند از جمله فشارهای بالا و مواد خورنده شیمیایی قرار نگیرد. ترموول‌ها لوله‌های یک سربسته ای هستند که داخل مخازن یا لوله‌ها نصب می‌شوند.
ترموول‌ها این اجازه را می‌دهند که سنسورهای دما به راحتی باز یا بسته شده و نیازی به تخلیه مخزن یا توقف فرایند نیست.
انواع اصلی ترموول‌ها شامل ترموول‌های اتصال دنده ای، اتصال فلنجی و اتصال جوشی می‌باشد.